# Mohammad Asad Malik
Mohammad Asad Malik, född 30 oktober 1941, död 27 juli 2020, var en pakistansk landhockeyspelare.
Han tog OS-silver i herrarnas landhockeyturnering i samband med de olympiska sommarspelen 1972 i München.
Han tog OS-guld i samma gren i samband med de olympiska sommarspelen 1972 i München.
Därefter tog han OS-silver igen i samband med de olympiska sommarspelen 1972 i München.